# Никитов, Сергей Аполлонович
Сергей Аполлонович Никитов (род. 23 апреля 1955, Бердичев, Житомирская область, УССР) — российский учёный, доктор физико-математических наук, специалист в области твердотельной микро- и наноэлектроники, а также физики твёрдого тела. Академик РАН (2022), директор Института радиотехники и электроники имени В. А. Котельникова РАН, победитель Первого конкурса научных мегагрантов.

## Биография
- В 1979 г. окончил МФТИ
- В 1982 г. защитил диссертацию кандидата технических наук.
- С 1982 г. работает в Институте радиотехники и электроники им. В. А. Котельникова
- В 1991 г. защитил диссертацию доктора физико-математических наук.
- С 2003 г. заместитель директора по науке в Институте радиотехники и электроники им. В. А. Котельникова.
- 22 мая 2003 г. избран членом-корреспондентом РАН.
- C 2015 г. — директор Института радиотехники и электроники имени В. А. Котельникова РАН[2].
- 2 июня 2022 г. избран академиком РАН.

## Награды, признание
- Премия Ленинского комсомола (1984)
- Премия Правительства Российской Федерации в области образования (2009) — за создание учебно-методического комплекса "Научное и учебно-методическое обеспечение фундаментальной физической и инженерно-технологической подготовки специалистов в области волновой электроники на базе высшего профессионального образования и учреждений Российской академии наук"[3]
- Победитель Первого конкурса научных мегагрантов (2010)
- Медаль ордена «За заслуги перед Отечеством» II степени (6 августа 2021) — за большие заслуги в научно-педагогической деятельности и многолетнюю добросовестную работу